# Agriades pyrenaicus
Agriades pyrenaicus, a la que se conoce como gavarnie azul, es una mariposa paleártica de la familia Lycaenidae. Se encuentra en las montañas de Asturias, norte-España occidental, los Pirineos, la península balcánica del sur, Turquía, el Cáucaso y Armenia. Su hábitat es de prados alpinos o pedregosos, se encuentra en las altitudes que varían de 1500 a 2200 metros.
Su envergadura va de 22 a 28 mm.

## Hábitat
El hábitat consiste en prados alpinos, zonas calizas, roquedales y prados con hierba, se encuentra a altitudes que van desde 1.500 a 2.200 metros .
Las larvas se alimentan de diferentes especies de Androsace .

## Subespecies
- A. p. pyrenaicus (Pirineos centrales)
- A. p. asturiensis (Oberthür, 1910) (Picos de Europa)[5]
- A. p. dardanus (Freyer, 1844) -balcánico Azul (Balcanes, Menor de Asia, Caucasus, Armenia)
- A. p. ergane (Higgins, 1981) (Ucrania, Rusia)